# Мишо Тодоров
Вижте пояснителната страница за други личности с името Тодоров.
Михаил Михайлов Тодоров, с псевдоним Мишо, е български композитор, пианист, диригент, музикален педагог и общественик.

## Биография
Учи музика в Женева Швейцария (ок. 1912 г.) и Дрезден Германия (ок. 1922 г.) при Ж. Далкроз и други известни педагози. След завършване на музикалното си образование Мишо Тодоров се завръща в България и работи като учител по музика в Сливенската мъжка гимназия (до 1956 г.). През 1926 г. основава местно музикално училище, на което е директор до 1950 г. Той е един от създателите на Сливенската самодейна опера, неин диригент и почетен председател. Участва активно в музикалния живот в Сливен като пианист.
Умира през 1967 година. Архивите му се държат в Териториална дирекция Държавен архив – Сливен.

## Творчество

### Музика
Мишо Тодоров е автор на много детски оперети. По-известните от тях са: „Горски цар“ (1912 г.), „Песента на орисниците“ (1920 г.), „Пакостници“ (1925 г.), „Мъдрият цар“ (1927 г.), „Ахимира“ (1930 г.) по либрето на Сагаев, „Робин“ (1932 г.), „Малката кибритопродавачка“ (1920 г.) и „Седемте братя лебеди“ (1935 г.) по Андерсен. Той е автор и на „Ветрената мелница“ по Елин Пелин, „Иванко“ по Васил Друмев (недовършена) и други. Негови са и популярните песни „Душата на Орфея“, „Изгнаник“, „Спи градът“, „Китарен звън“. Създава и произведения за пиано, като „Българско рондо“, „Българска рапсодия“ за камерен оркестър и други, балетна музика към куклени пиеси, разработки, аранжировки, солфежни и арпежни упражнения – едно изключително музикално наследство. Някои от детските оперети, написани от Мишо Тодоров, се изпълняват от детските музикални китки в България. Писал е и пиеси за пиано, маршове за духов оркестър, музика към постановки на театъра в Сливен, хорови и солови песни.

## Признание
През 1959 г. към читалище „Зора“ е създадена Детска музикална школа с предмет на дейност класически музикални инструменти: цигулка, пиано, акордеон, китара. Като един от преподавателите е привлечен Мишо Тодоров, който е и първият директор на школата. Той е емблематична личност в музикалната история на Сливен – цигулар, пианист, диригент и композитор. От 1968 г. в знак на почит към изтъкнатия музикант и педагог школата носи неговото име – „Мишо Тодоров“.